# أليكس ليبي
أليكس ليبي (بالإنجليزية: Alex Leapai)‏ مواليد 16 أكتوبر 1979 في ساموا، هو ملاكم محترف أسترالي يصنف ضمن فئة الوزن الثقيل.

## المسيرة الاحترافية
من نزالاته:
- خسر أمام مالك سكوت (31-10-2014).
- خسر أمام فلاديمير كليتشكو بالضربة الفنية القاضية (26-04-2014).

## إحصائيات
خاض خلال مسيرته 40 نزالا، فاز في 30 وتعادل في 3 وخسر في 7. فاز بالضربة القاضية في 24 نزالا.

## روابط خارجية
- أليكس ليبي على موقع بوكس ريك (الإنجليزية) (registration required)